# Rhizocarpon macrosporum
Rhizocarpon macrosporum је глатки, јарко жути лишај који се налази у Калифорнији и Аризони, као и у Африци и Азији. Расте на некалциферозним стенама, на чистинама у четинарским шумама, на висинама од 1.475 до 3.030 метара.
Проталус је црн и често није различит. Медула је бела.
У садашњем разграничењу, Rhizocarpon macrosporum се разликује од R. geographicum само величином спора. Интермедијари се јављају, али су ретки. Ово разграничење је мање или више у складу са Рунемарк-овим (1956а) R. macrosporum и R. geographicum.